# 格拉蒙当
格拉蒙当（法語：Glamondans，法語發音：[ɡlamɔ̃dɑ̃]）是法国杜省的一个市镇，属于贝桑松区。

## 地理
格拉蒙当（47°15'55"N, 6°16'40"E）面积9.76 平方千米，位于法国勃艮第-弗朗什-孔泰大區杜省，该省份为法国东部内陆省份，北起上索恩省，西接汝拉省，东部及东南部与瑞士接壤，东北部与贝尔福地区省接壤。
与格拉蒙当接壤的市镇（或旧市镇、城区）包括：达马尔坦-莱唐普利耶、贡桑、布克朗。

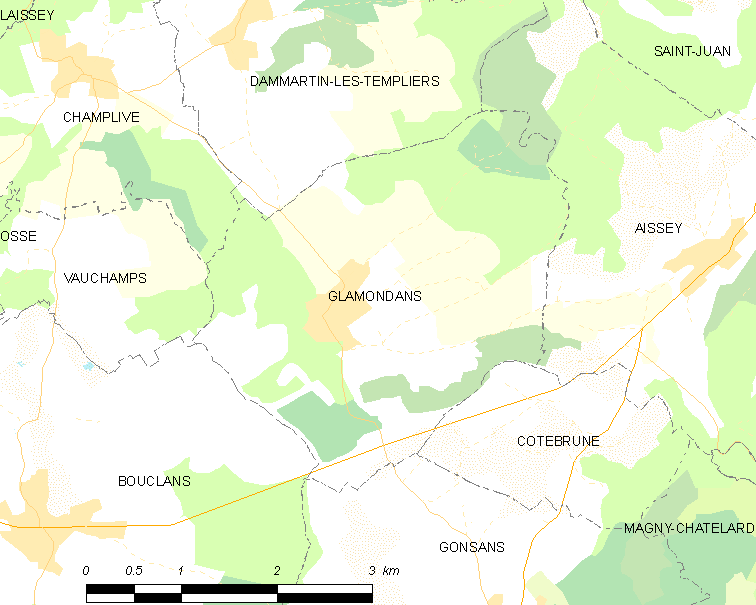
格拉蒙当的OSM定位图

格拉蒙当的时区为UTC+01:00、UTC+02:00（夏令时）。

## 行政
格拉蒙当的邮政编码为25360，INSEE市镇编码为25273。

## 政治
格拉蒙当所属的省级选区为博姆莱达姆县。

## 人口

1962-2008年间格拉蒙当人口变化图示

格拉蒙当于2022年1月1日时的人口数量为196人。